# جون دوكري
جون دوكري (بالإنجليزية: John Dockery)‏ هو لاعب كرة قدم أمريكية وصحفي أمريكي، ولد في 6 سبتمبر 1944 في بروكلين في الولايات المتحدة.

## وصلات خارجية
- جون دوكري على موقع مرجع كرة القدم المحترفة.كوم (الإنجليزية)